# Tatiana Lisnic
Tatiana Lisnic (* 1974 in Cobalea, Moldauische SSR, Sowjetunion) ist eine moldauische Opernsängerin (Sopran).

## Leben
Tatiana Lisnic machte ihren Abschluss auf der Musikschule in Chișinău. Danach studierte sie am Konservatorium von Cluj in Rumänien, wo sie auch ihr Bühnendebüt feiern konnte. 2000 erhielt sie ein Stipendium am Herbert von Karajan Zentrum, seither lebt sie in Österreich. Später wurde sie festes Ensemblemitglied in der Wiener Staatsoper und ab 2003 permanenter Gast als Sopranistin.
Tatiana Lisnic ist Gast in vielen namhaften Opernhäusern, wie der Mailänder Scala, in Opern und Theatern in Florenz, Brüssel, Straßburg, dem Festival in Ravenna, dem Royal Opera House in London oder der Deutschen Oper in Berlin.